# Fondatie van Boudelo

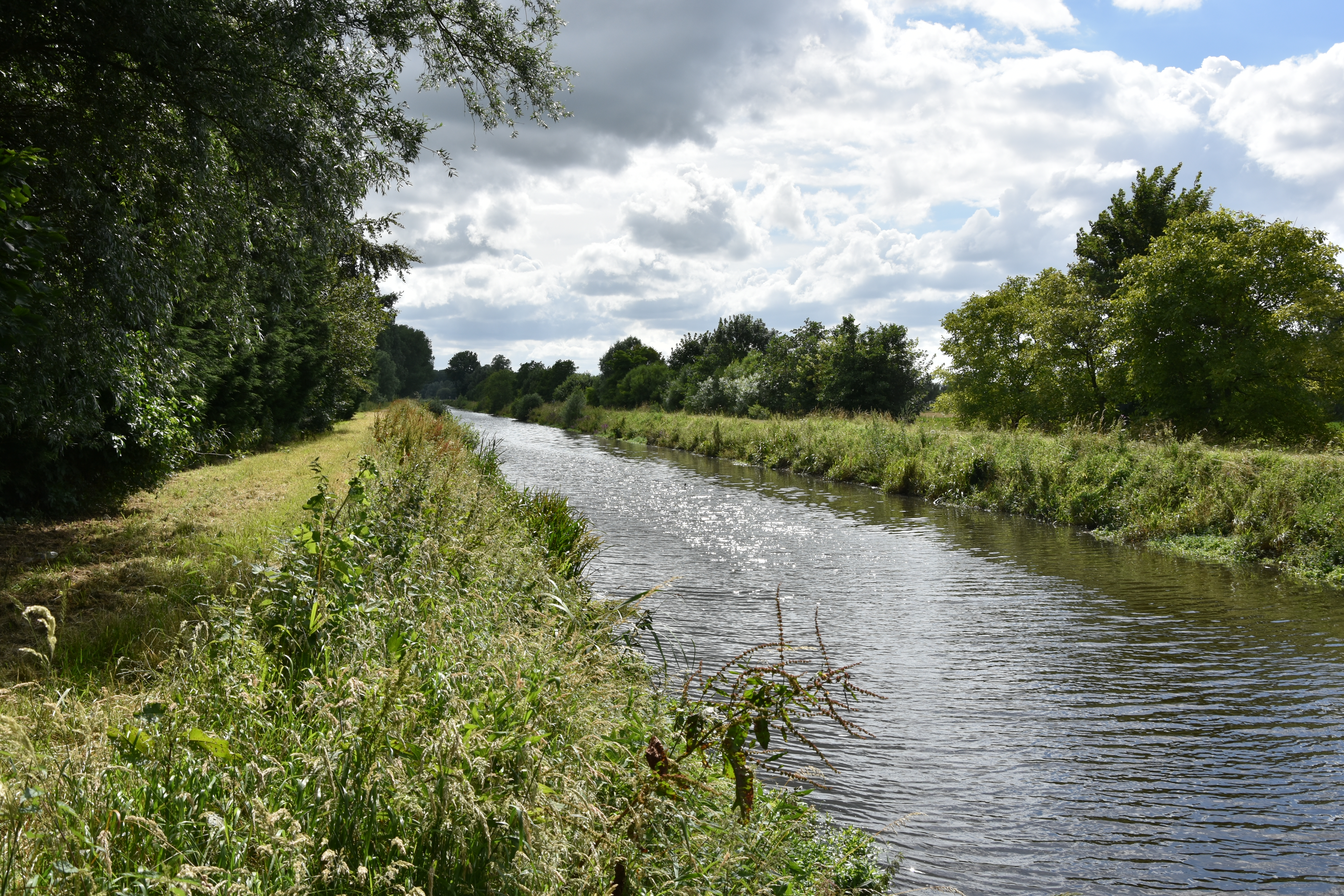
De Stekense Vaart met links de Fondatie van Boudelo

De Fondatie van Boudelo is een natuurgebied in de Belgische gemeenten Sint-Niklaas (deelgemeente Sinaai) en Stekene. De Fondatie ligt grotendeels ten zuiden van het Stekense Vaart. De regionale vereniging voor natuurbeheer vzw Durme heeft er een reservaatproject en heeft al meer dan 99 hectare gronden verworven. Ten westen van de Fondatie ligt het bosreservaat De Heirnisse, een bijna 90 ha groot gebied dat door de Vlaamse Gemeenschap wordt beheerd.
De naam van het natuurgebied is afgeleid van de Abdij van Boudelo. De gronden hoorden zo'n 800 jaar geleden bij de schenking toen de abdij werd gesticht. De naam van de gronden herinnert aan die oprichting ("fondatie").

## Geschiedenis
Het natuurgebied werd opgericht in 1996.
In 2019 is er een acht meter hoge uitkijktoren in het gebied geopend. Een jaar later werd er een collecte gehouden om het gebied uit te breiden met vijf hectare grond. De bedoeling was om de symbolische grens van 100 hectare over te steken.

## Fauna en flora
Er zijn poelen, hakhoutbossen, gemengde loofbossen, hooilanden, een boomgaard, sloten, veldwegels en veel knotbomen. Broedvogels die er voorkomen zijn de houtsnip, buizerd, bosuil, ijsvogel, zwarte specht, nachtegaal, sprinkhaanzanger en wespendief. In de bosgordel Heirnisse-Fondatie komt ook de in Vlaanderen zeldzame boommarter voor.
Door de omvorming van de voormalige visvijvers tot natuurlijke poelen, onder meer door de creatie van lichthellende oevers met korte vegetatie, is de Fondatie van Boudelo in het Waasland uitgegroeid tot een topgebied  voor libellen.  Tussen 2012 en 2014 werden 28 verschillende soorten libellen waargenomen in het gebied waaronder vijf rode lijstsoorten: de tangpantserjuffer (Lestes dryas), de tengere pantserjuffer (Lestes virens), de variabele waterjuffer (Coenagrion pulchellum), de vroege glazenmaker (Aeshna isoceles), en de zuidelijke keizerlibel (Anax parthenope).